# Първо послание към солуняните
Първо послание на св. ап. Павла до Солуняни е библейска книга, двадесета в Новия завет.
Авторството на книгата се приписва на апостол Павел и е адресирано до църквата в Солун – по това време част от Римската империя. Счита се за първото послание на Павел и е написано около 52 година в Коринт по време на властването на Клавдий. Текстът е написан на койне.
Християнската общност в Солун е основана от Павел заедно със Сила и Тимотей Ефески по време на второто му благовестническо пътуване около 50 година. Няколко месеца след това той изпраща Тимотей от Атина обратно в Солун за да се осведоми за състоянието на църквата. Тимотей уведомява Павел за притесненията на местните християни, сред които са неправилни разбирания и безпокойства за участта на техните починали близки. Те погрешно смятяли, че Второто пришествие на Иисус Христос ще е само за живите, но не и за умрелите. Тези новини карат Павел да напише и посланието си до тях.